# Malik Monk
Malik Ahmad Monk (Jonesboro, 4 febbraio 1998) è un cestista statunitense, professionista in NBA con i Sacramento Kings.

## Carriera

### NBA
Al Draft NBA 2017 viene selezionato con la undicesima scelta assoluta dai Charlotte Hornets.
Giocatore dotato di una buona difesa e un ottimo tiro da tre punti.
Durante la stagione 2021-22 è stato un giocatore dei Los Angeles Lakers, con cui ha giocato 76 partite, di cui 37 come titolare, con una media di 13,9 punti a partita.

## Statistiche

### NCAA
| Anno      | Squadra           | PG | PT | MP   | TC%  | 3P%  | TL%  | RP  | AP  | PRP | SP  | PP   |
| --------- | ----------------- | -- | -- | ---- | ---- | ---- | ---- | --- | --- | --- | --- | ---- |
| 2016-2017 | Kentucky Wildcats | 38 | 37 | 32,1 | 45,0 | 39,7 | 82,2 | 2,5 | 2,3 | 0,9 | 0,5 | 19,8 |
| Carriera  | Carriera          | 38 | 37 | 32,1 | 45,0 | 39,7 | 82,2 | 2,5 | 2,3 | 0,9 | 0,5 | 19,8 |

#### Massimi in carriera
- Massimo di punti: 47 vs North Carolina-Chapel Hill (17 dicembre 2016)[4]
- Massimo di rimbalzi: 8 vs Tennessee (14 febbraio 2017)
- Massimo di assist: 7 vs Tennessee-Martin (25 novembre 2016)
- Massimo di palle rubate: 5 vs UCLA (3 dicembre 2016)
- Massimo di stoppate: 3 vs Georgia (31 gennaio 2017)
- Massimo di minuti giocati: 44 vs Georgia (31 gennaio 2017)

### NBA

#### Regular Season
| Anno      | Squadra           | PG  | PT | MP   | TC%  | 3P%  | TL%  | RP  | AP  | PRP | SP  | PP   |
| --------- | ----------------- | --- | -- | ---- | ---- | ---- | ---- | --- | --- | --- | --- | ---- |
| 2017-2018 | Charlotte Hornets | 63  | 0  | 13,6 | 36,0 | 34,2 | 84,2 | 1,0 | 1,4 | 0,3 | 0,1 | 6,7  |
| 2018-2019 | Charlotte Hornets | 73  | 0  | 17,2 | 38,7 | 33,0 | 88,2 | 1,9 | 1,6 | 0,5 | 0,3 | 8,9  |
| 2019-2020 | Charlotte Hornets | 55  | 1  | 21,3 | 43,4 | 28,4 | 82,0 | 2,9 | 2,1 | 0,5 | 0,3 | 10,3 |
| 2020-2021 | Charlotte Hornets | 42  | 0  | 20,9 | 43,4 | 40,1 | 81,9 | 2,4 | 2,1 | 0,5 | 0,1 | 11,7 |
| 2021-2022 | L.A. Lakers       | 76  | 37 | 28,1 | 47,3 | 39,1 | 79,5 | 3,4 | 2,9 | 0,8 | 0,4 | 13,8 |
| 2022-2023 | Sacramento Kings  | 77  | 0  | 22,3 | 44,8 | 35,9 | 88,9 | 2,6 | 3,9 | 0,6 | 0,3 | 13,5 |
| 2023-2024 | Sacramento Kings  | 72  | 0  | 26,0 | 44,3 | 35,0 | 82,9 | 2,9 | 5,1 | 0,6 | 0,5 | 15,4 |
| 2024-2025 | Sacramento Kings  | 65  | 45 | 31,6 | 43,9 | 32,5 | 86,5 | 3,8 | 5,6 | 0,9 | 0,6 | 17,2 |
| Carriera  | Carriera          | 523 | 83 | 22,8 | 43,4 | 35,0 | 84,8 | 2,6 | 3,2 | 0,6 | 0,3 | 12,3 |

#### Playoffs
| Anno     | Squadra          | PG | PT | MP   | TC%  | 3P%  | TL%  | RP  | AP  | PRP | SP  | PP   |
| -------- | ---------------- | -- | -- | ---- | ---- | ---- | ---- | --- | --- | --- | --- | ---- |
| 2023     | Sacramento Kings | 7  | 0  | 29,3 | 40,9 | 33,3 | 89,8 | 5,4 | 3,6 | 0,7 | 0,4 | 19,0 |
| Carriera | Carriera         | 7  | 0  | 29,3 | 40,9 | 33,3 | 89,8 | 5,4 | 3,6 | 0,7 | 0,4 | 19,0 |

#### Massimi in carriera
- Massimo di punti: 45 vs Los Angeles Clippers (24 febbraio 2023)[5]
- Massimo di rimbalzi: 10 (2 volte)
- Massimo di assist: 10 vs Portland Trail Blazers (8 novembre 2023)
- Massimo di palle rubate: 3 (6 volte)
- Massimo di stoppate: 3 (2 volte)
- Massimo di minuti giocati: 46 vs Orlando Magic (3 gennaio 2024)

### G League
| Anno      | Squadra       | PG | PT | MP   | TC%  | 3P%  | TL% | RP  | AP  | PRP | SP  | PP   |
| --------- | ------------- | -- | -- | ---- | ---- | ---- | --- | --- | --- | --- | --- | ---- |
| 2017-2018 | Greens. Swarm | 1  | 1  | 41,1 | 33,3 | 33,3 | -   | 8,0 | 4,0 | 1,0 | 0,0 | 25,0 |
| Carriera  | Carriera      | 1  | 1  | 41,1 | 33,3 | 33,3 | -   | 8,0 | 4,0 | 1,0 | 0,0 | 25,0 |

## Palmarès
- Mr. Basketball of Arkansas (2016)
- McDonald's All-American Game (2016)
- Jerry West Award (2017)